# Fête Galante (Smyth)
Fête Galante je opera o jednom dějství anglické hudební skladatelky Ethel Smythové z let 1921–1922. Libreto napsala skladatelka a upravil je básník Edward Shanks podle stejnojmenné povídky Maurice Baringa z roku 1909. Vznikla na zakázku divadelní společnosti British National Opera Company a premiéru měla 4. června 1923 v divadle Birmingham Repertory Theatre.

## Vznik, charakteristika a inscenační historie opery
Fête Galante je pátou operou Ethel Smythové. Po Loďmistrovu pomocníku, dokončeném před první světovou válkou, ale premiérovaném až roku 1916, se Smythová věnovala především své aktivitě v boji za volební právo žen a práci na své první knize vzpomínek, Impressions That Remained. Po jejím dokončení se roku 1919 obrátila na svého přítele Maurice Baringa s návrhem na zhudebnění jeho povídky Fête Galante ze sbírky Orpheus in Mayfair z roku 1909 (sbírka jako celek byla věnována právě Smythové, ale konkrétně tato povídka Lady Cecilii Fisherové). Baring se nejprve zdráhal, ale po třech měsících svolil. Smythová mezitím rozepsala druhou knihu vzpomínek, Streaks of Life, a k námětu se dostala až po jejím dokončení. V prosinci 1921 byla založena společnost British National Opera Company (na troskách zkrachovalé Beecham Opera Company) a objednala u Smythové jednoaktovou operu – Fête Galante se tak stala jedinou z jejích oper, která vznikla na zakázku.
Libreto dosti věrně podle povídky napsala skladatelka, ale do veršované podoby je na Baringův návrh převedl básník Edward Shanks. Název opery odkazuje na barokní aristokratické taneční slavnosti v kostýmech a maskách; na jedné takové noční slavnosti se odehrává i její děj, v němž dá žárlivý král oběsit Pierrota (zde se však opera od povídky odchyluje a nechává Pierrota raději skončit dýkou). V rámci díla Smythové je tato opera výjimečná: obsahuje mnoho tance a autorka ji také neoznačila za „operu“, ale za „taneční sen“ (A Dance-Dream); ve svých zápiscích o ní mluví rovněž jako o „baletní operetě“. Lze uvažovat o návaznosti na dobovou popularitu moderního baletu představovaného Ballets russes. Rovněž náměty commedie dell'arte byly v době kolem první světové války velmi oblíbené, zmínit lze například Busoniho operu Arlecchino, Stravinského balet Pulcinella nebo – v českém prostředí – drama Lásky hra osudná bratří Čapků a stejnojmennou operu Zdeňka Folprechta. V opeře Fête Galante sáhla Smythová k barokním vzorům – jsou zde obsaženy tance sarabanda a musette, čtyřhlasý madrigal na slova básně Soul's Joy, jež byla v té době považována za dílo Johna Donna (autorem je zřejmě Shakesparův současník William Herbert), a v závěru se přímo cituje tradiční melodie Abbot Bromley Horn Dance. Tuto operu lze proto stylově přiřadit k hudebnímu modernismu a neoklasicismu. Smythová vypracovala dvě různé instrumentace této opery, obě pro menší tělesa.
British National Opera Company uvedla premiéru Fête Galante 4. června 1923 v Birminghamu – celovečerní program doplňovala novou inscenací Loďmistrova pomocníka – a poté ji hrála na svých dalších působištích, většinou ve stejné kombinaci. Již 11. června následovalo představení v londýnské Covent Garden, v říjnu a listopadu představení v Glasgow a Edinburghu aj. 16. října 1923 byly tance z této opery uvedeny na BBC Proms. Roku 1925 ji nastudovali rovněž studenti Royal College of Music a předvedli spolu s premiérou poslední opery Smythové, Entente Cordiale.
Podle vzpomínek Smythové byla tato opera přijata velmi vřele a rovněž recenze v tisku byly nebývale příznivé. Podle novodobé smythovské badatelky Elisabeth Jane Kerteszové je Fête Galante důkazem, že i stárnoucí (a v době kompozice již navíc silně nedoslýchavá) skladatelka sledovala soudobý hudební vývoj a že i odhadla odklon od velkých romantických oper ke komorním formám.
Muzikoložka Elizabeth Woodová se této opeře věnovala ve své studii The Lesbian in the Opera: Desire Unmasked in Smyth's Fantasio and Fête Galante. Upozorňuje na téma „předstírání“ a „komedie“, které je tematizováno v loutkové hře na počátku opery a na které se dále často odkazuje, a popisuje námět jako „psychologickou maškarádu“ se „znepokojivou aurou sexuálních úskoků, kterou Smythová odráží“. Pierrot v opeře zpívá, že „hraní blázna je neradostné a nebezpečné řemeslo,“ a Woodová dodává: „jako to bylo v životě pro Ethel Smythovou, Maurice Baringa [… a] další, jejichž „úchylné“ a nezákonné sexuální identity, role, chování a vyjadřování společnost a kultura odsuzovaly at trestaly“.
V roce 1924 napsala Smythová z opery rovněž orchestrální suitu, kterou poté rozšířila na balet; ten měl premiéru na BBC Proms 10. ledna 1933 při příležitosti skladatelčiných pětasedmdesátin; dekorace k němu pořídila Vanessa Bellová. V této podobě se skladba stala známější.
Ze zapomnění byla tato opera vzkříšena až v posledních letech (nepočítáme-li koncertní provedení 28. února 1998 v Düsseldorfu). Roku 2017 ji nastudovala – v osvědčené kombinaci s Loďmistrovým pomocníkem – společnost Opera 5 v Torontu. Významným příspěvkem se stala nahrávka divadelní společnosti Retrospect Opera z roku 2018. Její dirigentka a specialistka na hudbu Smythové, Odaline de la Martinez, považuje Fête Galante za nejlepší operu této skladatelky.
Na týž námět a se stejným názvem napsal roku 1930 operu dánský skladatel Poul Schierbeck; ta měla premiéru roku 1931 a v novější době byla provedena a nahrána roku 2012.

## Osoby a první obsazení
| Osoba                                     | hlasový obor  | premiéra (4. 6. 1923) |
| ----------------------------------------- | ------------- | --------------------- |
| Král                                      | basbaryton    | Andrew Shanks         |
| Milenec                                   | tenor         | Tudor Davies          |
| Pierrot                                   | lehký baryton | Raymond Ellis         |
| Harlekýn                                  | lehký tenor   | Browning Mummery      |
| Královna                                  | mezzosoprán   | Enid Cruikshank       |
| Kolumbína                                 | lehký soprán  | Doris Lemon           |
| Pantalon                                  | němá role     | Leon Russell          |
| Čtyři loutky                              |               |                       |
| Dvořané, hosté, satyrové, bakchantky atd. |               |                       |
| Dirigent: Ethel Smyth                     |               |                       |
| Režie: George King                        |               |                       |
| Výprava a kostýmy: Oliver P. Bernard      |               |                       |

## Děj opery

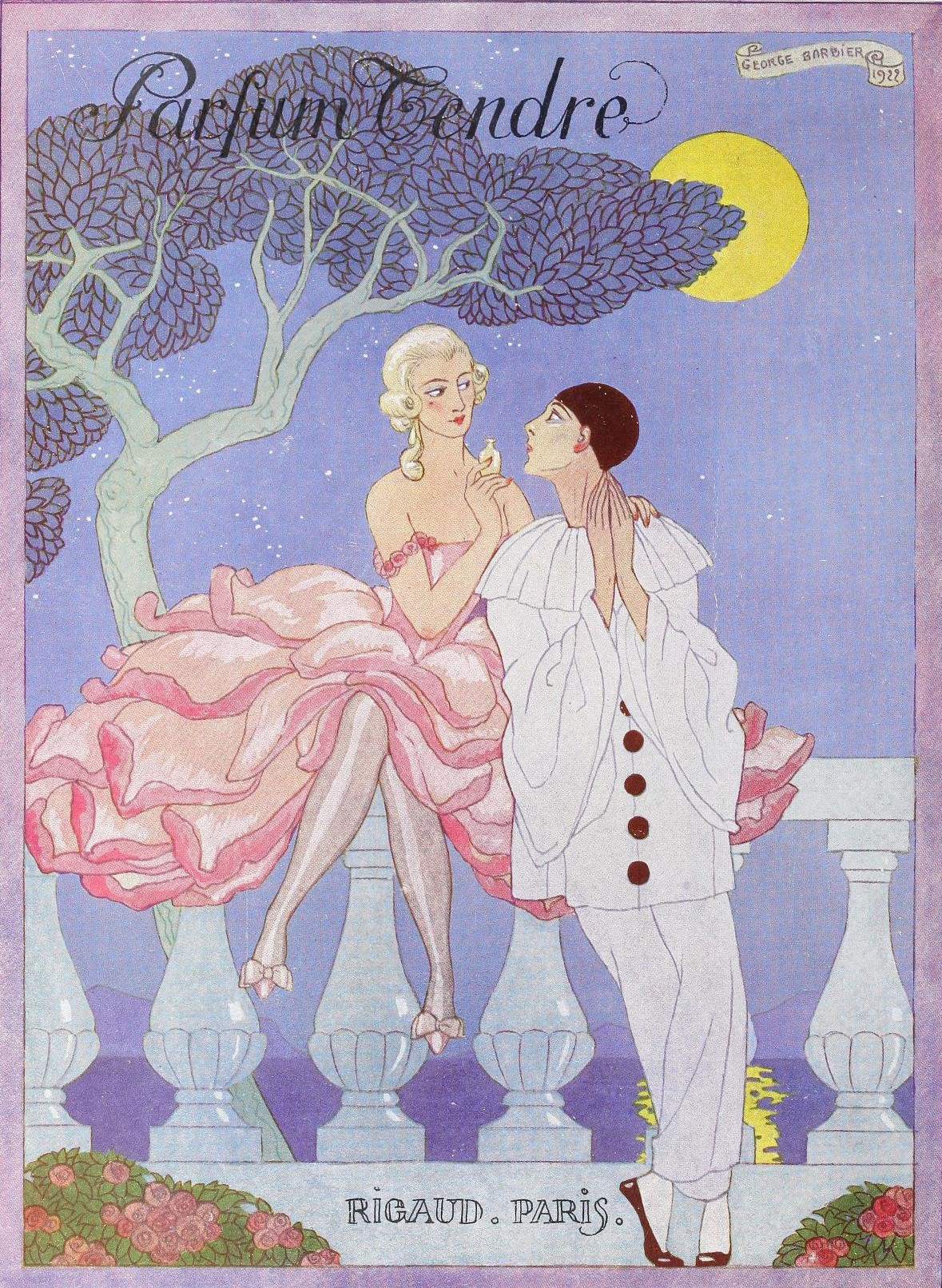
Pierrot s kráskou v rokokové zahradě. Reklama na parfém z roku 1922, kdy vznikla opera Fête Galante.

(Watteauovská zahrada u zámku, měsíčná noc) V zahradě u královského zámku se koná maškarní ples. Hosté tančí sarabandu, pak profesionální tanečníci tančí musette (Hushed is the world, faded the light). Během ní se ke královně přitočí maskovaný muž, její milenec, a zašeptá jí pár slov. Královna se lekne, ale vzpamatuje se. Všichni se dávají opět do sarabandy.
Poté přicházejí herci commedie dell'arte: Kolombína, Harlekýn, Pantalon a Pierrot. Hrají loutkovou hru o Kolombíně, která je Pierrotovi nevěrná s Harlekýnem. Pantalon to Pierrotovi prozradí a Pierrot se chystá Harlekýna zabít, nakonec však obrací zbraň proti sobě (kvartet loutek Since in deceit there is much pleasure). Král a královna blahopřejí hercům; král lichotí Kolombíně, zatímco královna nabízí ruku k polibku Pierrotovi. Pak král královnu odvádí; žárlí na ni a vyčítá jí, že projevuje přízeň všem mužům až na něho. Pierrot stojí jako omráčený a nevšímá si své milé Kolombíny, která se ho snaží nalákat k tanci. Nakonec si ji odvádí Harlekýn. Pierrot dumá o lásce (árie Ah! it is sweet to be alone!) a usíná pod keřem.
Pod okny paláce zaznívá čtyřhlasý madrigal (Soul's joy, now I am gone) a pak se objeví královnin milenec, maskovaný škraboškou. Královna se s ním setkává a vyčítá mu nerozvážnost, se kterou se dostal až sem. Milenec se ji snaží přesvědčit, aby s ním utekla (duet Ah! What madness!). Pierrot je svědkem, jak se královna s milencem objímají v chrámku; ukáže se, že milenec je v kostýmu Pierrota (tercet Kiss me, my strength is weak!). Kolumbína zahlédne postavu Pierrota v objetí s královnou a ze žárlivosti běží pro krále. Pierrot hlasitou písní (We are but puppets in a play) varuje milence a ten stihne utéci, zatímco Kolombína přivádí krále a popisuje mu, co viděla. Chce vyprovokovat Pierrota, kterého miluje, aby její obvinění popřel, ale ten jen krčí rameny. Kolombína odbíhá přesvědčena, že jí byl Pierrot nevěrný a že se pomstila.
Král se nenechá tak snadno obelstít. Ví, že Pierrot není královniným milencem, ale chce po něm vyjevit, co viděl, jinak bude potrestán (árie I too bid you speak). Ale nic Pierrota nepřesvědčí, aby královnu prozradil, byť by kvůli tomu měl zemřít. Zatímco se zvědaví hosté shlukují kolem nich, žádá Pierrot krále pokorně o milost – Pierrot je přece jen blázen a žertéř. Ale král neodpouští: tento žert přestoupit meze, které lze prominout. Dává Pierrota odvést na popravu a hosty vyzývá, aby pokračovali v zábavě (tanec a sbor Heigho! Ho!). Pierrot nechce být oběšen, a proto se raději probodne; Kolombína omdlévá u jeho mrtvoly. Královna sleduje scénu z povzdálí (sbor vzdálených hlasů Hushed is the world, faded the light).

## Instrumentace
1. verze: flétna, hoboj, klarinet, fagot; dva lesní rohy, trubka, pozoun; tympány, bicí souprava; harfa (nepovinná); smyčcové nástroje (housle, violy, violoncella, kontrabasy).
2. verze: flétna, hoboj, klarinet, fagot; lesní roh; tympány + bicí souprava; smyčcové nástroje (housle, violy, violoncella, kontrabasy).

## Nahrávky
- 2018 (CD Retrospect Opera, RO007, roku 2018) Zpívají: (Kolombína) Charmian Bedford, (Královna) Carolyn Dobbin, (Pierrot) Felix Kemp, (Král) Simon Wallfisch, (Milenec) Mark Milhofer, (Harlekýn) Alessandro Fisher. Lontanto Ensemble řídí Odaline de la Martinez.
- Menuet (sarabandu a musette) z opery nahrál roku 1939 Sir Adrian Boult s Light Symphony Orchestra; tato nahrávka byla vydána mj. spolu s výše uvedenou novodobou nahrávkou celé opery.[1]